# Nötskrikor
Nötskrikor (Garrulus) är ett släkte i familjen kråkfåglar med tre arter.
Hithörande arter igenkänns på sin korta, trinda näbb, som bakom den nedböjda spetsen är försedd med raka käkkanter och hak. Vingarna är korta och trubbiga, stjärten lång och avrundad, fjäderbeklädnaden tätvuxen och silkeslen.
Dessa fåglar lever i skogar, under fortplantningstiden parvis, annars i familjer eller i spridda flockar. De har bra förmåga att röra sig i träd. På marken är deras rörelser klumpiga och hoppande. Flera olika frukter, insekter, kräldjur, fågelägg och fågelungar och smärre däggdjur bildar deras föda. De har stor förmåga att efterhärma andra djurs läten, blir lätt tama samt kan inläras att upprepa ord och toner. De häckar inte kolonivis som fåglar i släktet kråkor. Hithörande arter är spridda över Europa, Asien, norra Afrika och Nordamerika.

## Arter
- Nötskrika (Garrulus glandarius)
- Svarthuvad nötskrika (Garrulus lanceolatus)
- Amamiskrika (Garrulus lidthi)

Både svarthuvad nötskrika och amamiskrika är monotypiska, det vill säga populationen delas inte upp i underarter. Däremot delas nötskrika upp i en stor mängd underarter, upp emot ett 40-tal och kring vissa av dessa underarter pågår det diskussioner huruvida de stället är goda arter.